# Batalla de Kelja

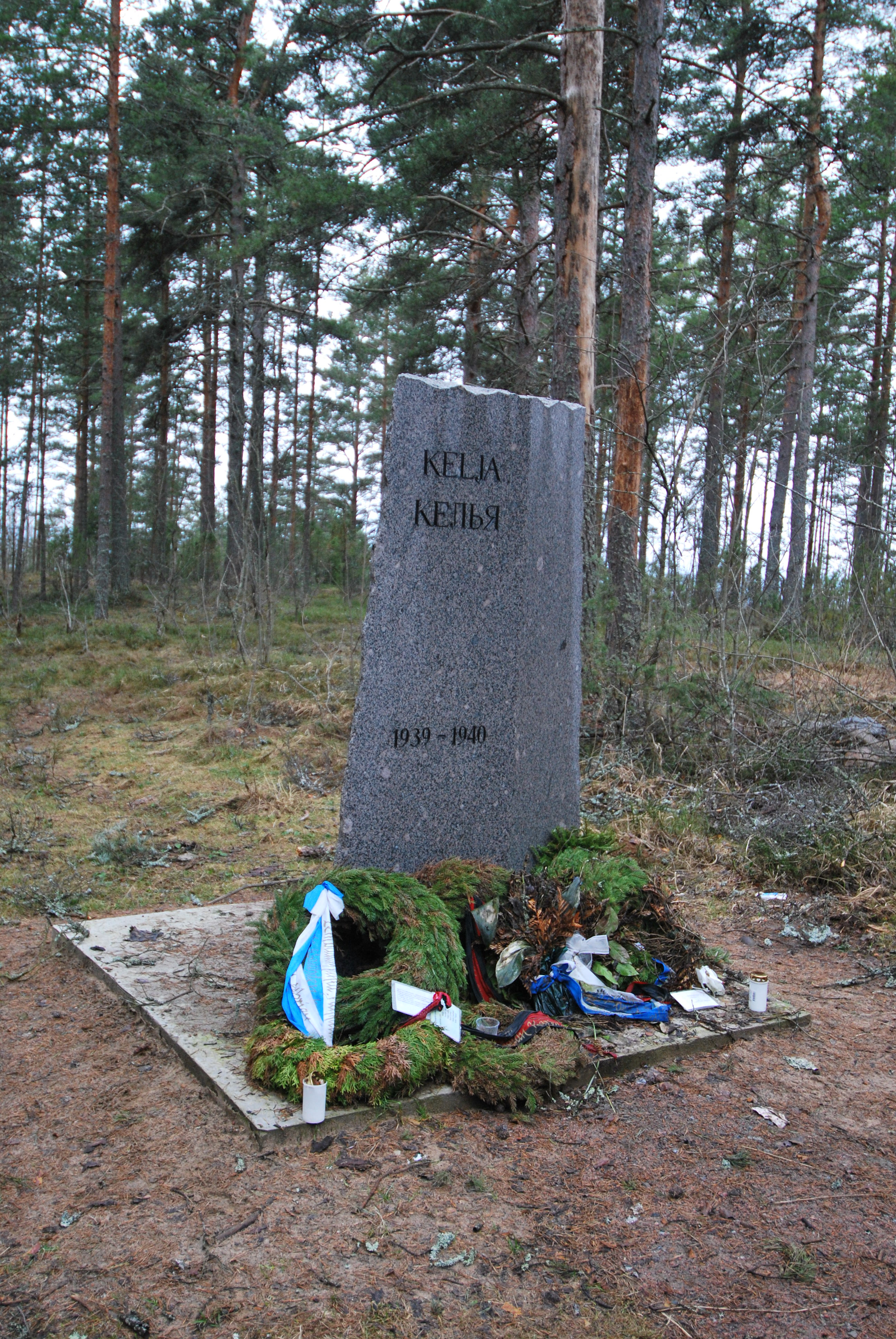
Monument at the place of former Kelja village

La Batalla de Kelja', librada entre el 25 y el 27 de diciembre de 1939 en el pueblo de Kelja y sus alrededores (actual Portovoe, Distrito de Priozersky, Óblast de Leningrado, Rusia), formó parte de la Guerra de Invierno entre Finlandia y la Unión Soviética.

## Preludio
En las semanas anteriores al ataque soviético, todo el sector de Taipale había sido objeto de intensos bombardeos y ataques diarios de infantería. Todos estos ataques fueron rechazados, principalmente por la artillería finlandesa. Los ataques de la infantería alcanzaron su punto álgido el 17 de diciembre y cesaron bruscamente al día siguiente. Sin embargo, el bombardeo aumentó su intensidad y se prolongó durante toda la invasión. En los últimos días antes del ataque principal, los aviones de reconocimiento finlandeses informaron de la llegada de la 4ª División de Fusileros soviética, y las patrullas terrestres informaron de una cantidad inusualmente alta de soldados soviéticos en la zona.

## Batalla

### 25 de diciembre
El ataque comenzó a primera hora de la mañana, con soldados soviéticos cruzando el helado lago Suvanto al amparo de la oscuridad. Con la ayuda de una densa nevada, el ataque logró una sorpresa casi total. Los soviéticos desencadenaron una masiva descarga de artillería sobre el fuerte Patoniemi, lejos del ataque principal en Kelja. Cuando los primeros soldados soviéticos llegaron a la cabeza de playa, la artillería se abrió finalmente sobre las posiciones finlandesas de retaguardia. Esto causó confusión en cuanto a la magnitud del ataque, incluso la compañía que defendía la cabeza de playa informó del ataque como "nada inusual".
Finalmente, se establecieron tres cabezas de playa en Patoniemi, Volossula y Kelja. La artillería finlandesa fue capaz de repeler la segunda y tercera oleada de refuerzos, sin embargo un batallón ya había desembarcado en cada una de las tres cabezas de playa.
En el sector de Patoniemi, los soviéticos habían desplegado sus ametralladoras pesadas en los flancos de los finlandeses antes de que éstos se dieran cuenta de lo que ocurría. Los defensores lograron detener el ataque el tiempo suficiente para alertar al cuartel general de su batallón. El mando finlandés reaccionó rápidamente, enviando un batallón de reserva a la defensa, y en pocas horas la mayoría de los atacantes habían sido rechazados por el hielo o destruidos. Sin embargo, la resistencia esporádica duró hasta la noche, cuando la zona fue finalmente despejada.
El sector de Volossula se puso en alerta después de que el cuartel general del regimiento fuera informado del desembarco de Patoniemi. Tras informar de que no había fuerzas soviéticas a la vista, se les ordenó avanzar hacia Patoniemi. Sin embargo, las tropas soviéticas comenzaron a desembarcar en las costas y se vieron obligados a enfrentarse a ellas antes de avanzar. El batallón finlandés enviado a reforzar la compañía que defendía la playa fue alcanzado por una descarga de artillería, pero a pesar de ello llegó al objetivo en una hora. Cuando llegaron, los soviéticos ya estaban empezando a atrincherarse. Se produjeron intensos combates y los soviéticos fueron empujados hacia atrás a través del hielo con grandes bajas
En el sector de Kelja, el comandante del batallón recibió informes de que las fuerzas soviéticas estaban cruzando el hielo. La artillería finlandesa se abrió inmediatamente e impidió que el ala izquierda del ataque llegara a las orillas. Para cuando las reservas del batallón pudieron movilizarse, el resto de las fuerzas atacantes ya estaban en el borde del campo cerca de Kelja. Un contraataque finlandés consiguió hacerlos retroceder hasta el borde del bosque con la ayuda de una descarga de artillería. Las tropas soviéticas se atrincheraron y lograron rechazar otro contraataque, con combates que duraron todo el día.

### Diciembre 26

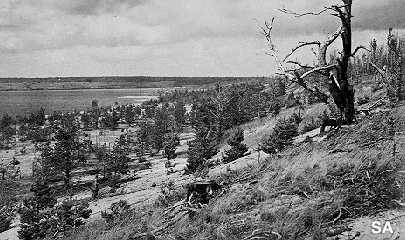
Cabo Patoniemi desde el sureste

A lo largo del día, los soviéticos intentaron enviar refuerzos a través del hielo, la mayoría de los cuales fueron rechazados por la artillería finlandesa. Otros dos contraataques contra las posiciones soviéticas atrincheradas fracasaron y la situación se agravó. El mando finlandés decidió que era necesario un ataque inmediato y decisivo para calmar la situación. A primera hora de la mañana del 26 de diciembre, el ataque comenzó cuando una compañía de finlandeses avanzó hacia los soviéticos. Sin artillería, los morteros que les habían prometido y bajo un intenso fuego, se vieron obligados a retirarse.
Otro ataque, esta vez con dos compañías, comenzó más tarde ese mismo día. El ataque logró algunos avances al principio, pero después de utilizar la mayor parte de su munición y de sufrir un fuerte bombardeo de artillería, se vieron obligados a retirarse. El resto del batallón recibió la orden de mantener sus posiciones e impedir que los refuerzos cruzaran el hielo.
Durante toda la noche, la 4ª división soviética hizo repetidos intentos de reforzar sus posiciones en la orilla, pero debido a la clara luz de la luna, todos fueron rechazados por la artillería finlandesa. Casi un regimiento participó en estos ataques, que fueron desastrosos. Los observadores finlandeses informaron de que "...el hielo está lleno de montones de cuerpos...".

### Diciembre 27
Los finlandeses lanzaron otro contraataque después de que los soviéticos fueran bombardeados por la artillería. Este ataque fracasó debido al intenso fuego de las ametralladoras, y se vieron obligados a retirarse de nuevo.
Luego, más tarde ese mismo día, se lanzó otro contraataque con más apoyo de artillería. Este fue un éxito, ya que la maltrecha compañía finlandesa consiguió infiltrarse en las posiciones soviéticas. Tras más de siete horas de lucha continua, la mayor parte de la resistencia soviética se derrumbó, aunque con un alto coste. En la mañana del 28 de diciembre, la zona estaba totalmente despejada y la batalla de Kelja había terminado.

## Conclusión
Aunque el ataque finalmente fracasó, consiguió vaciar el sector de Taipale de sus reservas. Los finlandeses estaban tan escasos de personal que las reservas del Istmo Occidental tuvieron que ser trasladadas a Taipale, debilitando aún más la zona. Sin embargo, capturaron mucho equipo que los soviéticos necesitaban desesperadamente, incluyendo 12 antitanques, 140 ametralladoras, 200 ametralladoras ligeras y 1500 fusiles.